# Ocells de pas
Ocells de pas és una pel·lícula belga (Les oiseaux de passage) que explica la història d'amistat entre dues amigues, una d'elles discapacitada, i un aneguet.
Ha obtingut diversos premis: Premi Principal del Jurat Internacional al Festival FIFEM de Montreal, Premi Principal del Jurat Internacional al Festival de Cinema Infantil Kineko de Tòquio, Premi del públic "Paris Mômes" al Mon Premier Festival, Primer Premi del Jurat al Chicago Children Film Festival, Premi European Children Film Association 2016, Gran Premi al millor llargmetratge a l'International Children Film Festival de Nova York, Giraldillo Junior Festival de Cine Europeo de Sevilla.

## Argument
El pare de la Cathy té idees originals i se li acut que un bon regal d'aniversari per a ella és un ou d'ànec. Passa que els ànecs quan neixen prenen per mare la primera persona que veuen (li serveix de signe) i això crea una gran responsabilitat. Més si qui veu néixer l'aneguet no és la seva destinatària sinó la seva amiga Margaux, que és discapacitada i gràcies a aquest fet tan insospitat troba un sentit a la seva vida.
L'aneguet va creixent i les dues amigues s'adonen que perquè pugui créixer l'han de tornar al seu hàbitat natural. L'aventura per aconseguir-ho és per a elles una oportunitat de creixement que topa amb la sobreprotecció dels pares.